# Карбід кальцію

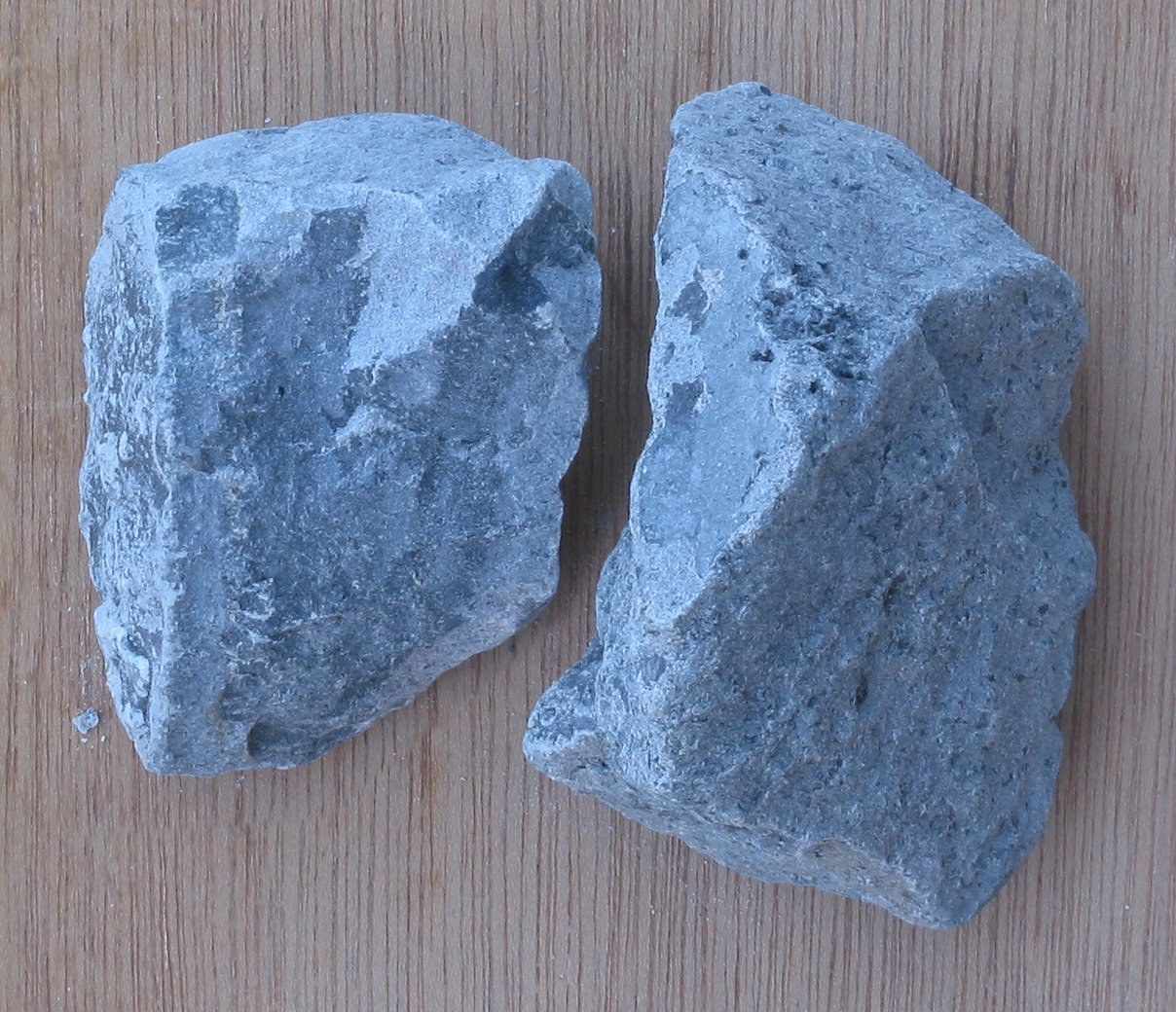
Карбід кальцію

Карбі́д ка́льцію — хімічна сполука, кальцієва сіль ацетилену (CaC2), яка використовується при проведенні автогенних робіт.

## Фізичні властивості
Карбід кальцію — тверда кристалічна безбарвна речовина. Технічний продукт має колір від світло-бурого до чорного, дає кристалічний злам сірого кольору з різними відтінками залежно від чистоти.

## Отримання
Карбід кальцію отримують відновленням оксиду кальцію вугіллям при температурах 2000–2300 °C:
{\displaystyle \mathrm {CaO+3\ C\longrightarrow CaC_{2}+CO} }
Технічний продукт («карбід») містить тільки 80–85 % власне карбіду кальцію, решту становить непрореагований оксид кальцію, а також сульфід, нітрид та фосфід кальцію, які утворюються через присутність домішок фосфату та сульфату кальцію у вихідному оксиді.

## Застосування
Карбід кальцію застосовують для виробництва ацетилену і у виробництві ціанаміду кальцію, з якого у свою чергу отримують добрива та ціаністі сполуки. Ацетилен, одержаний із карбіду кальцію, використовують при проведенні автогенних робіт і для освітлення, а також у виробництві ацетиленової сажі і продуктів органічного синтезу, з яких головним є синтетичний каучук. Крім того, виходячи з карбіду кальцію, отримують вінілхлорид, акрилонітрил, оцтову кислоту, етилен, штучні смоли, ацетон, стирол тощо.

### Упаковка і зберігання карбіду кальцію
Карбід кальцію упаковують в сталеві барабани всіх типів герметичного виконання місткістю 100 дм³, вагою 100 кг, що герметично закриваються.
Карбід кальцію зберігають на відкритих майданчиках під навісом або в складах, що не згорають, добре провітрюваних, виключають попадання вологи, у вертикальному положенні, не більше ніж в три яруси.
Гарантійний термін зберігання продукту — 6 місяців з дня виготовлення.
Берегти від вологи і вогню!

## Хімічні властивості
З водою карбід кальцію бурхливо реагує з виділенням ацетилену та утворенням гідроксиду кальцію, реакція проходить з сильним виділенням тепла. Уже атмосферної вологи достатньо, аби цей процес повільно відбувався.
{\displaystyle \mathrm {CaC_{2}+2H_{2}O\longrightarrow Ca(OH)_{2}+C_{2}H_{2}} }
Також карбід кальцію при високих температурах здатен реагувати з азотом з утворенням ціанаміду кальцію:
{\displaystyle \mathrm {CaC_{2}+N_{2}\longrightarrow CaCN_{2}+C} }
Вище 2200 °C відновлюється воднем:
{\displaystyle \mathrm {CaC_{2}+H_{2}\longrightarrow CaH_{2}+C_{2}H_{2}} }
Сильний відновник, відновлює більшість оксидів металів до карбідів чи вільних металів. Окиснюється на повітрі при нагріванні вище 700 °C.

## Небезпека для людини
Карбід кальцію за впливом на організм відноситься до речовин 4-го класу небезпеки. Головним джерелом небезпеки для людини при роботі з карбідом кальцію є продукти його реакції з водою. Пил карбіду кальцію сильно подразнює шкіру, органи дихання та очі (оскільки активно реагує з вологою).
Технічний карбід кальцію містить домішки фосфіду кальцію, з якого при взаємодії з водою виділяється отруйний із різким запахом фосфін (PH3). Основний продукт, ацетилен, утворює вибухонебезпечні суміші з повітрям.

### Індивідуальні засоби захисту
При роботі з промисловими кількостями — протипилові респіратори і протигаз з коробкою марки типу БКФ, що фільтрує.

### Необхідні дії в аварійних ситуаціях
При пожежі як засоби пожежогасіння слід використовувати сухі порошкові вогнегасники, вуглекислоту, сухий пісок, азбестове полотно. Гасити водою не дозволяється.
При попаданні карбіду кальцію на шкіру і в очі — негайно промити великою кількістю води, шкіру змастити вазеліновим маслом.